# Флауэрс, Херби
Брайан Кит «Херби» Флауэрс (англ. Brian Keith «Herbie» Flowers; 19 мая 1938 — 5 сентября 2024) — британский музыкант, специализирующийся на игре на бас-гитаре, контрабасе и тубе. Был участником таких групп как Blue Mink, T. Rex и Sky, является одним из самых известных сессионных музыкантов Британии, его можно услышать на альбомах Элтона Джона (Tumbleweed Connection, Madman Across the Water), Дэвида Боуи (Space Oddity, Diamond Dogs), Лу Рида (Transformer, включая знаменитую басовую линию на песне «Walk on the Wild Side»), Melanie (Candles in the Rain), Роя Харпера (Bullinamingvase), Дэвида Эссекса (Rock On), Алана Кларка, Эла Купера (New York City (You’re a Woman)), Брайана Ферри (The Bride Stripped Bare), Гарри Нилсона (Nilsson Schmilsson, Son of Dracula), Кэта Стивенса (New Masters, Foreigner), Пола Маккартни (Give My Regards to Broad Street), Джорджа Харрисона (Somewhere in England, Gone Troppo, Brainwashed) и Ринго Старра (Stop and Smell the Roses). Он также играл на бас-гитаре в рок-опере Jeff Wayne’s Musical Version of The War of the Worlds. К концу 70-х годов Флауэрс принял участие в записи около 500 хит-пластинок.

## Биография

### Смерть
Умер 5 сентября 2024 года в возрасте 86 лет.

## Сольная дискография

### Альбомы
- 1975: Plant Life (Philips)
- 1980: A Little Potty (EMI)
- 1981: Herbie’s Stuff (KPM)
- 2012: A Jazz Breakfast (HF15)

### Синглы
- 1970: Lincoln County (Polydor)
- 1973: Tramp / Flanker (Polydor)
- 1975: Mouth / Hi! It’s Herbie Flowers (Philips)
- 1975: Dancing at Danny’s / Mathematics (Philips)
- 1977: Jubilee / News (EMI)
- 1978: Don’t Take My Bass Away / I Want to Be with You (EMI)
- 1979: Mr. Moonlight / I Want to Be with You (EMI)
- 1980: The Whale / Just for You (EMI)
- 1980: Burlington Bertie (Tramp) / Big George (EMI)
- 1981: Tuba Smarties / The Bathroom Song (Ariola)
- 1983: I Love 'er / Meet Me on The Corner (Magic)